# Eraclide (figlio di Agatocle di Siracusa)
Eraclide (in greco antico: Ἢρακλείδης?, Eraklèides; Siracusa, IV sec. a.C. – Tunisi, 307 a.C.) è stato un principe siceliota, secondo figlio del tiranno di Siracusa e futuro basileus di Sicilia Agatocle e della sua prima moglie. Seguì il padre e il fratello maggiore Arcagato nella spedizione contro Cartagine in terra d'Africa e fu coinvolto nell'alleanza tra Agatocle e Ofella.

## Biografia
Lo storico romano Marco Giuniano Giustino afferma che il macedone Ofella - ex-compagno (hetairos) di Alessandro Magno e governatore della Cirenaica per conto del satrapo d'Egitto Tolomeo I Sotere - lo adottò per suggellare l'alleanza con il padre (cum adoptatus filius eius ab Ophella esset). Ed egli partecipò alle numerose cene e ai discorsi affabili tra i due strateghi all'accampamento dei Cirenei.
Mentre secondo il macedone Polieno il figlio di Agatocle fu piuttosto un ostaggio posto nelle mani di Ofella a causa di uno stratagemma architettato dal padre: Eraclide avrebbe avuto il compito di distrarre il governatore cirenaico facendo leva sulla sua bellezza; era infatti risaputo che Ofella avesse un debole per i bei ragazzi e il figlio di Agatocle era molto avvenente. In breve tempo il Macedone si infatuò del giovane e sviluppò per lui una violenta passione; fu allora che Agatocle irruppe nella tenda di Ofella e accusando l'alleato di tradimento lo colse di sorpresa, poiché egli era stato totalmente distratto da Eraclide; il piano di Agatocle aveva funzionato. Dopo un breve scontro Agatocle uccise Ofella e riportò Eraclide all'accampamento dei Siracusani.
Quando nel 307 a.C. la situazione africana degenerò per i soldati di Agatocle - essi erano stati decimati dalle truppe di Cartagine, la quale aveva diviso e colto di sorpresa gli avversari - Eraclide sarebbe stato, secondo Diodoro Siculo, l'unico figlio scelto da Agatocle per lasciare l'Africa insieme a lui. Non condivide Giustino, il quale afferma invece che Agatocle preferì portare via dalla pericolosa situazione solo suo figlio Arcagato, lasciando Eraclide alla mercé dei soldati sopravvissuti che erano infuriati perché non volevano rimanere nuovamente nella Libye senza il loro comandante.
Alla fine rimasto in Africa insieme al fratello, venne condannato a morte dall'esercito e venne giustiziato insieme ad Arcagato da un capitano siracusano amico del padre; Arcesilao. A seguito dell'assassinio dei propri figli Agatocle condannò a morte tutti i parenti dei soldati siracusani; la pentapolis venne travolta dal più grave degli eccidi di Agatocle.